# John Ward (1er comte de Dudley)
Pour les articles homonymes, voir John Ward et Ward.
John William Ward, 1er comte de Dudley, né le 9 août 1781 et mort le 6 mars 1833, est un homme politique britannique, ministre des Affaires étrangères en 1827-1828.

## Biographie
Il est le fils de William Ward (3e vicomte Dudley et Ward) et étudie à l'Oriel College (1798) puis au Corpus Christi College (Oxford) (1800) et entre à la Chambre des communes en 1802. Il s'y montre excellent orateur et devient un des chefs du parti libéral conservateur.
En 1827, il fait partie du ministère de George Canning comme ministre des Affaires étrangères mais démissionne l'année suivante.
Sa correspondance avec l'évêque de Llandaff, Edward Copleston a été publiée à Londres en 1840.